# Saint-Clément-les-Places
Saint-Clément-les-Places és un municipi francès situat al departament del Roine i a la regió d'Alvèrnia-Roine-Alps. L'any 2007 tenia 643 habitants.

## Demografia

### Població
El 2007 la població de fet de Saint-Clément-les-Places era de 643 persones. Hi havia 233 famílies de les quals 63 eren unipersonals (47 homes vivint sols i 16 dones vivint soles), 67 parelles sense fills, 95 parelles amb fills i 8 famílies monoparentals amb fills.
La població ha evolucionat segons el següent gràfic:
Habitants censats

### Habitatges
El 2007 hi havia 279 habitatges, 232 eren l'habitatge principal de la família, 25 eren segones residències i 22 estaven desocupats. 241 eren cases i 37 eren apartaments. Dels 232 habitatges principals, 162 estaven ocupats pels seus propietaris, 66 estaven llogats i ocupats pels llogaters i 4 estaven cedits a títol gratuït; 19 tenien dues cambres, 44 en tenien tres, 74 en tenien quatre i 95 en tenien cinc o més. 187 habitatges disposaven pel capbaix d'una plaça de pàrquing. A 98 habitatges hi havia un automòbil i a 114 n'hi havia dos o més.

### Piràmide de població
La piràmide de població per edats i sexe el 2009 era:
| Homes | Edats   | Dones |
| ----- | ------- | ----- |
| 0     | 95 o +  | 0     |
| 0     | 90 a 94 | 0     |
| 4     | 85 a 89 | 4     |
| 4     | 80 a 84 | 0     |
| 4     | 75 a 79 | 8     |
| 12    | 70 a 74 | 4     |
| 16    | 65 a 69 | 20    |
| 12    | 60 a 64 | 8     |
| 12    | 55 a 59 | 12    |
| 12    | 50 a 54 | 12    |
| 12    | 45 a 49 | 0     |
| 28    | 40 a 44 | 32    |
| 32    | 35 a 39 | 12    |
| 16    | 30 a 34 | 32    |
| 24    | 25 a 29 | 16    |
| 12    | 20 a 24 | 12    |
| 24    | 15 a 19 | 12    |
| 28    | 10 a 14 | 16    |
| 20    | 5 a 9   | 24    |
| 20    | 0 a 4   | 32    |

## Economia
El 2007 la població en edat de treballar era de 429 persones, 341 eren actives i 88 eren inactives. De les 341 persones actives 298 estaven ocupades (160 homes i 138 dones) i 42 estaven aturades (25 homes i 17 dones). De les 88 persones inactives 27 estaven jubilades, 37 estaven estudiant i 24 estaven classificades com a «altres inactius».

### Ingressos
El 2009 a Saint-Clément-les-Places hi havia 241 unitats fiscals que integraven 628 persones, la mediana anual d'ingressos fiscals per persona era de 16.428,5 €.

### Activitats econòmiques
Dels 33 establiments que hi havia el 2007, 4 eren d'empreses de fabricació d'altres productes industrials, 7 d'empreses de construcció, 4 d'empreses de comerç i reparació d'automòbils, 1 d'una empresa de transport, 2 d'empreses d'hostatgeria i restauració, 5 d'empreses d'informació i comunicació, 2 d'empreses immobiliàries, 7 d'empreses de serveis i 1 d'una empresa classificada com a «altres activitats de serveis».
Dels 6 establiments de servei als particulars que hi havia el 2009, 1 era una fusteria, 2 lampisteries, 2 electricistes i 1 restaurant.
L'any 2000 a Saint-Clément-les-Places hi havia 33 explotacions agrícoles que ocupaven un total de 780 hectàrees.

## Equipaments sanitaris i escolars
El 2009 hi havia una escola elemental.

## Poblacions més properes
El següent diagrama mostra les poblacions més properes.